# Omar Belbachir
Omar Belbachir (Bordeaux, 13 december 1980) is een Frans voetballer. Zijn huidige club is Pau FC waar hij speelt sinds 2007. Daarvoor speelde hij al voor FC Istres, een Franse tweedeklasser. Daarnaast was Belbachir ook in België actief, bij Oud-Heverlee Leuven en RFCU Kelmis. Hij is een middenvelder.

## Statistieken
| seizoen    | club                | land      | competitie    | wed. | goals |
| ---------- | ------------------- | --------- | ------------- | ---- | ----- |
| 2003/04    | FC Istres           | Frankrijk | Ligue 2       | 6    | 0     |
| 2004/05    | FC Istres           | Frankrijk | Ligue 2       | 0    | 0     |
| 2005/06    | FC Istres           | Frankrijk | Ligue 2       | 0    | 0     |
| 2006/07    | Oud-Heverlee Leuven | België    | Tweede klasse | 8    | 0     |
| Bijgewerkt | 03-07-10            |           |               |      |       |